# Stachys ocymastrum
Stachys ocymastrum là một loài thực vật có hoa trong họ Hoa môi. Loài này được (L.) Briq. miêu tả khoa học đầu tiên năm 1897.

## Hình ảnh

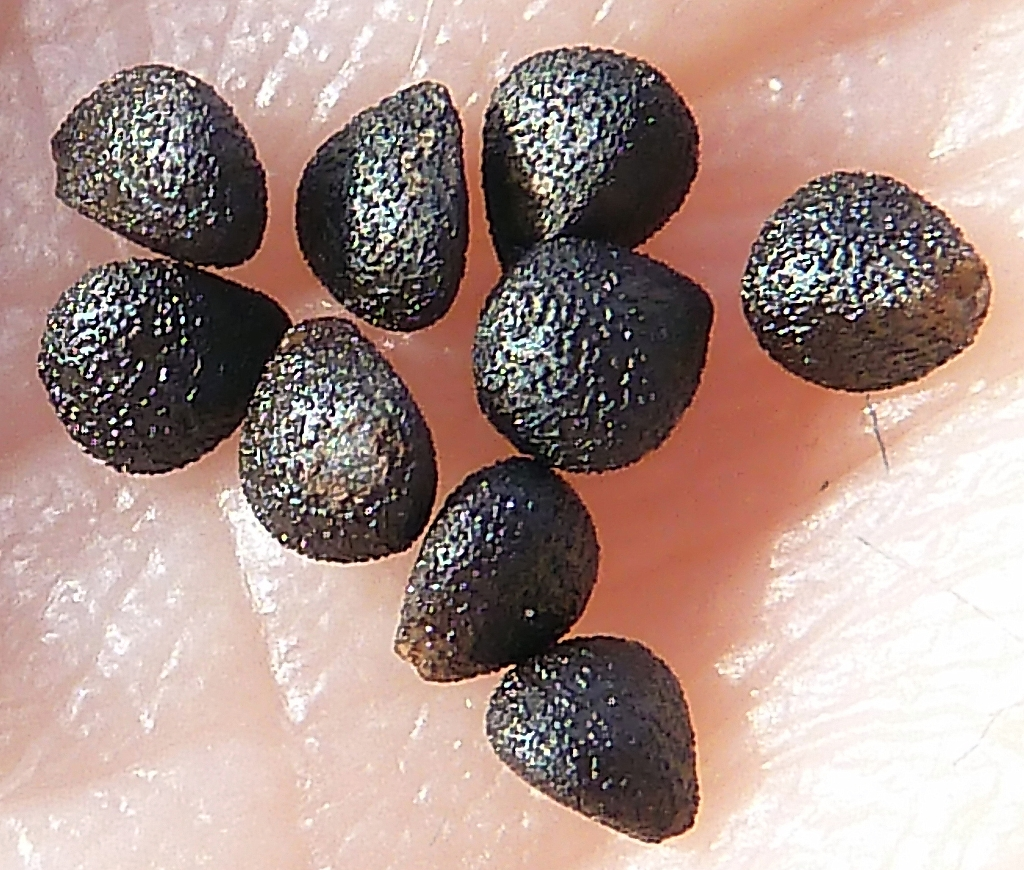
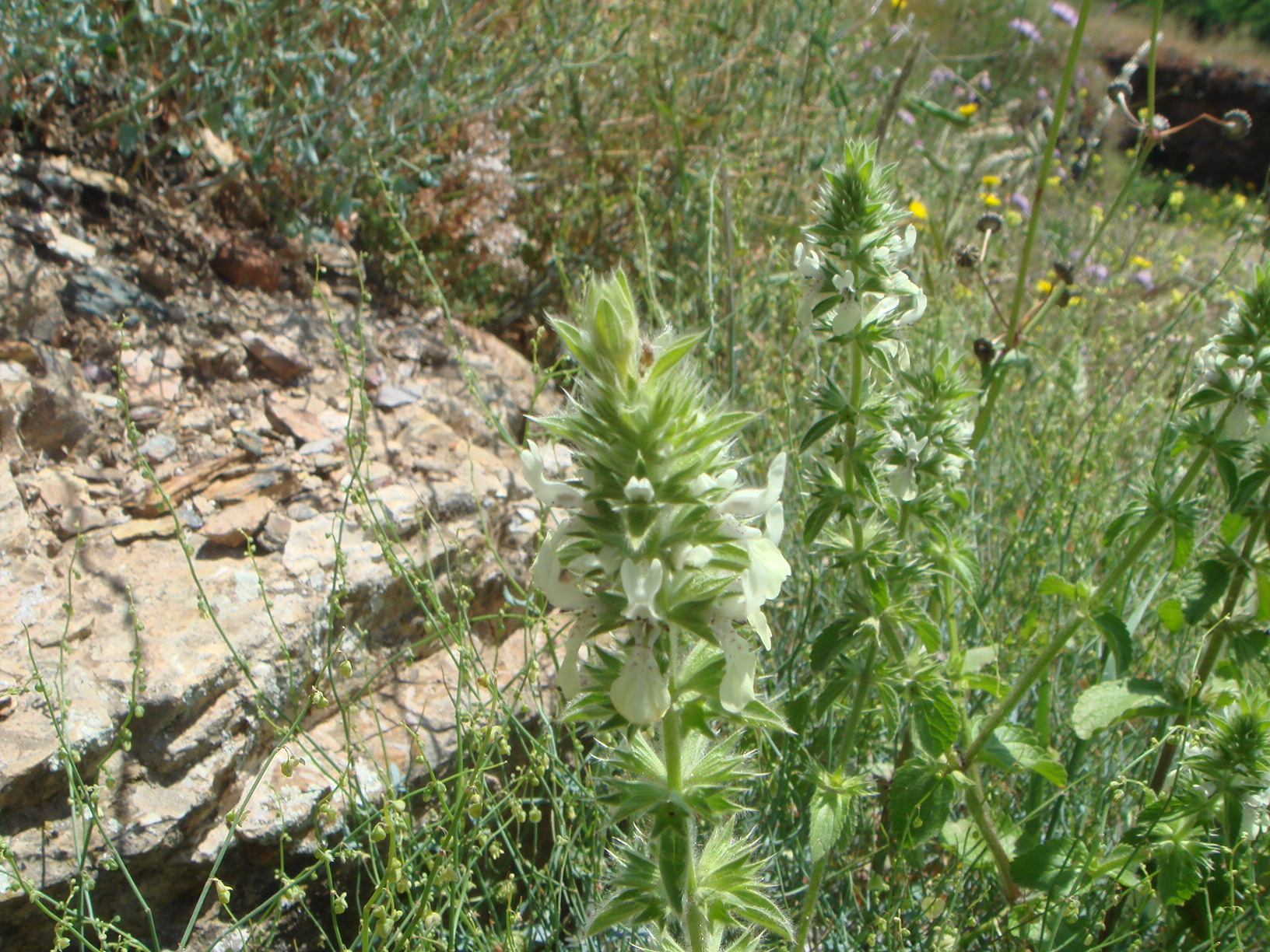
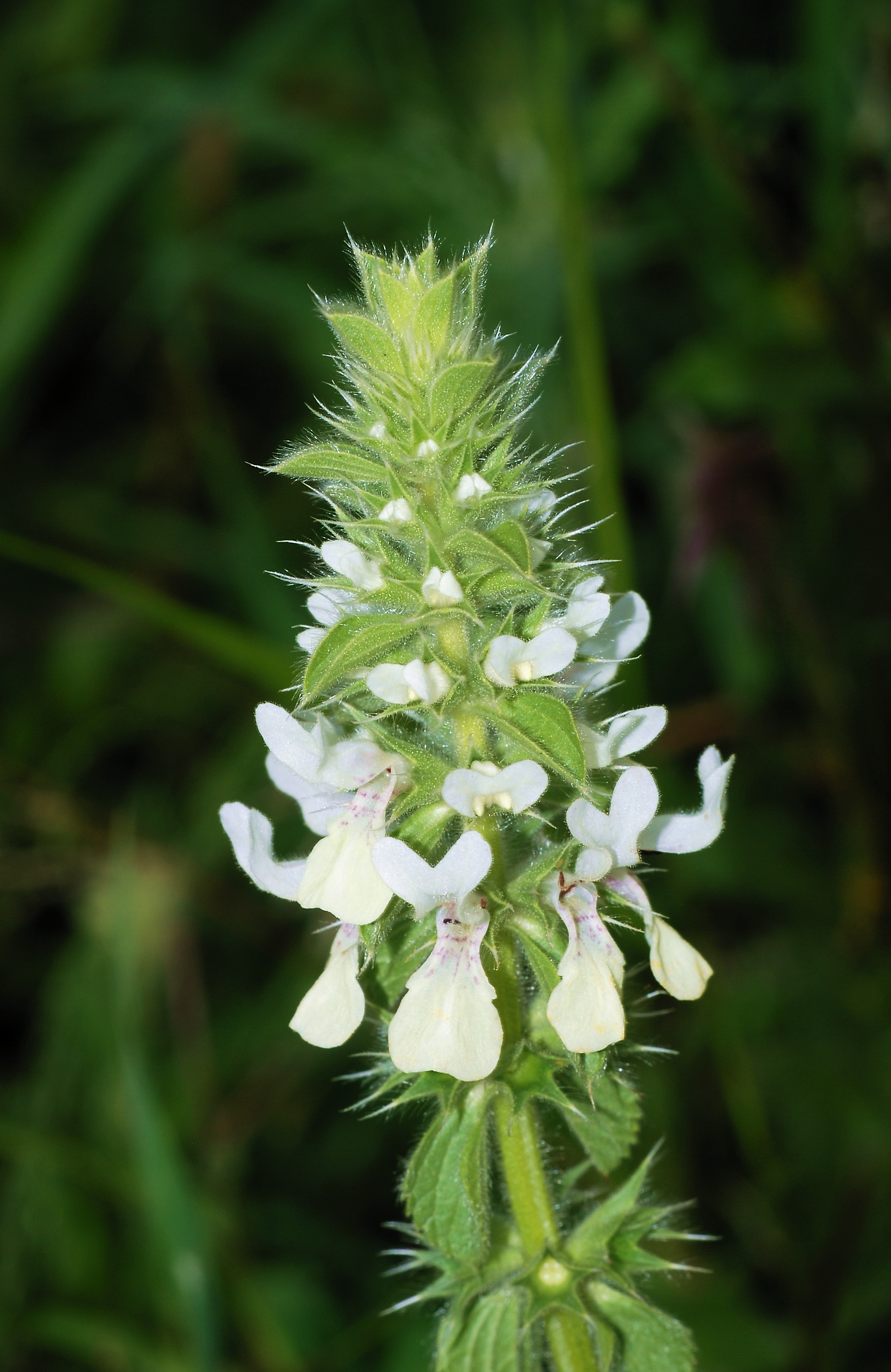
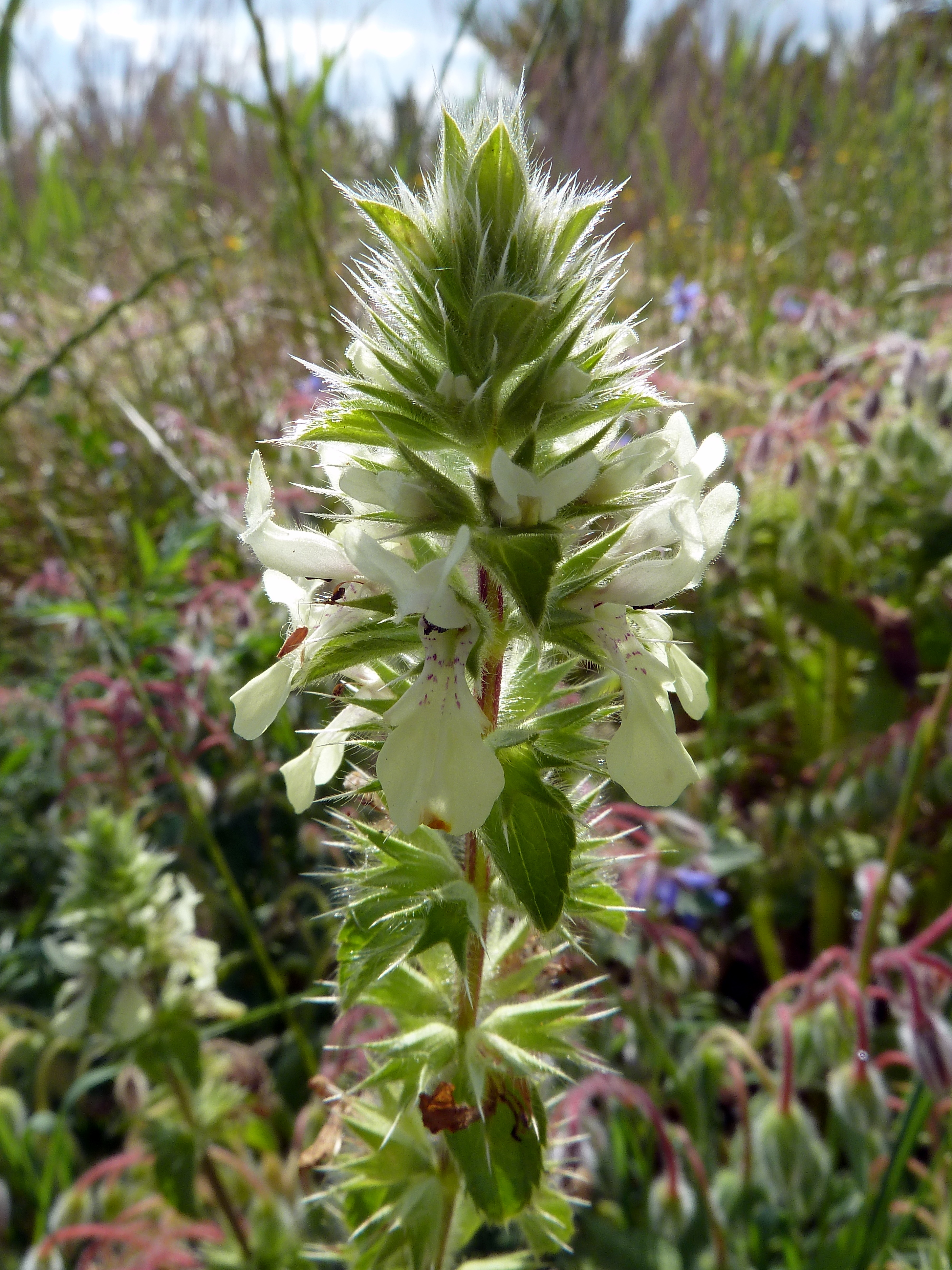